# Steve Sandvoss
Steve Sandvoss (Nueva York, 23 de junio de 1980) es un actor estadounidense de cine, teatro y televisión.

## Biografía
Nacido en 1980, Stephen James Sandvoss creció en las afueras de Nueva York y fue al colegio en Connecticut antes de estudiar en la  Universidad de Harvard (generación de 2002).
En Harvard, fue un miembro activo de la comunidad artística y a menudo eligió papeles complicados en las obras de teatro escritas por estudiantes, así como en obras clásicas de Shakespeare (Romeo y Julieta, Julio César) o Bertolt Brecht (Galileo, Ba'al).  
Su debut como actor tuvo lugar en el papel de una estrella de fútbol americano, en la serie American Dreams.  Otras apariciones en televisión incluyen Dr. Vegas, Nip/Tuck, The Inside, Cold Case y E-Ring.
Sandvoss hizo su debut cinematográfico en la película independiente de 2003, Latter Days, donde interpretaba a "Aaron Davis," un misionero mormón de Idaho que se muda a Los Ángeles. Su segunda película, en 2005, fue Rumor Has It, junto a Jennifer Aniston, Kevin Costner, Mark Ruffalo y Shirley MacLaine.
A partir de octubre de 2013, Sandvoss había cambiado su nombre a Max y gestiona una granja llamada "First Light Farm and Creamery" en East Bethany, Nueva York, con su hermano, Trystan. En enero de 2018 es nombrado Director Nacional de Ventas y Marketing en  "Old Chatham Sheepherding Co".

## Teatro
- Tape (2004)

## Filmografía
- Latter Days (2003)
- Rumor has it (2005)
- Price to Pay (2006)
- Waning Moon (Corto) (2006)
- Buried Alive (2007)
- Kiss The Bride (2007)
- Lie To Me (2008)
- Fling (2008)
- Exquisite Corpse (film)  (2010)

## Apariciones televisivas
- American Dreams (2003)
- Dr. Vegas (2004)
- Nip/Tuck (2005)
- The Inside (2005) (episodios 1.11, 1.12, 1.13, televisados en el Reino Unido después de ser cancelada en EE. UU.)
- Cold Case (2005)
- E-Ring (2006) (episodio 1.21 No se emitió en EE. UU.)
- Anatomía de Grey (2007 Episodio 4.6)
- Revolution (Sci-Fi Channel Pilot) (2009)
- Miami Medical (2010) (Episode 1.01)